# Hóember (film)
A Hóember (eredeti cím: The Snowman) 2017-ben bemutatott brit–amerikai filmthriller, amelyet Tomas Alfredson rendezett, Jo Nesbø norvég író azonos című regénye alapján. A főbb szerepekben Michael Fassbender, Rebecca Ferguson, Charlotte Gainsbourg, Val Kilmer és J. K. Simmons látható.
Az Egyesült Királyságban 2017. október 14-én, az Amerikai Egyesült Államokban 2017. október 20-án,Magyarországon 2017. október 12-én mutatták be a mozikban.

## Cselekmény
Egy távoli faházban egy fiú és édesanyja, Sarah látogatót kapnak: a fiú bántalmazó, biológiai apja, Jonas, aki rendőr. Jonas megüti és szexuálisan bántalmazza Saraht, aki azzal fenyegeti, hogy elmondja Jonas feleségének a törvénytelen fiuk létezését. Jonas távozik, Sarah pedig követi őt autóval a fiával együtt. Az üldözés során Sarah katatón állapotba kerül, elengedi a kormányt. Az autó egy tóba csapódik, de a fiúnak sikerül kimenekülnie. Bármennyire is könyörög, az anyja ülve marad és elmerül a vízben.
Évekkel később Harry Hole felügyelőként dolgozik a norvég rendőrség osloi körzetében. Alkoholproblémákkal küzd, és nemrég szakított Rakellel, egy fiú, Oleg anyjával, akit Harry saját fiaként szeret. Egy gyerekes rajzzal aláírt, rejtélyes levelet kap, amelynek végén egy hóember szerepel. Ekkor találkozik az új nyomozóval, Katrine Brattal, akivel együtt kezdik vizsgálni Birte Becker eltűnését – egy családos nőét. Becker házánál egy hóembert találnak.
Harry rájön, hogy Katrine engedély nélkül vitt el rendőrségi aktákat. Kiderül, hogy kapcsolatot keres több eltűnéses ügy között, illetve egy kilenc évvel korábbi eset és egy Gert Rafto nevű, alkoholista nyomozó vizsgálata között. Katrine ráveszi Harryt, hogy csatlakozzon az új nyomozáshoz Sylvia Otterson eltűnése ügyében. A nőt élve megtalálják a farmján. Nem sokkal a távozásuk után egy maszkos alak egy elektromos kábel segítségével lefejezi Sylviát. Egy bejelentés érkezik, amely kifejezetten Harryt kéri, így ő és Katrine visszatérnek a tanyára. Ott találkoznak Sylvia egypetéjű ikertestvérével, Ane-nal. Sylvia holtteste az istállóban van, a feje pedig egy hóember tetején.
Katrine úgy véli, hogy a korrupt üzletember, Arve Støp áll a gyilkosságok mögött. Harry Bergenbe utazik, hogy tovább nyomozzon, ahol összefut Rakel új barátjával, Mathiasszal, egy plasztikai sebésszel, és ekkor jön rá, hogy elfelejtette, aznapra ígérte meg Olegnek a közös sátrazást. Bergenben Harry megtudja, hogy Rafto felügyelő látszólag önkezével vetett véget életének, fejlövéssel. Később kiderül, hogy Katrine Rafto lánya.
A nyomozás során fény derül arra, hogy a legutóbbi áldozatok mind Dr. Vetlesen klinikáján jártak, aki Støp elit prostitúciós hálózatát is irányítja. Amikor Becker telefonját újra bekapcsolják, a jelet Vetlesen házához vezetik vissza. Katrine önállóan indul letartóztatni Vetlesent, de holtan találja, szintén fejlövéssel. A házban megtalálja Birte Becker és egy másik eltűnt személy, Hegen Dahl maradványait is. A rendőrség Vetlesen halálát öngyilkosságnak minősíti, Katrine-t pedig felfüggesztik, mert megszegte az eljárási szabályokat.
Katrine megpróbálja rábírni Støpöt egy nyilvános eseményen, hogy beismerje apja meggyilkolását, ezért flörtölni kezd vele. Støp meghívja a hotelszobájába, ahol Katrine elrejt egy kamerát, de a terv kudarcba fullad: egy maszkos alak rátámad, elkábítja, majd levágja a jobb kezének egyik ujját. Az elkövető az ujját felhasználva oldja fel a munkahelyi táblagépét, és letörli annak minden adatát. Másnap reggel Harry holtan találja Katrine-t egy autóban, amelynek tetejére egy hóember körvonala van rajzolva.
Rakel meglátogatja Harryt, és bevallja, hogy összezavarodott, és hiányzik neki. Szenvedélyesen csókolózni kezdenek, de egy hívás megszakítja őket – Mathias telefonál. Katrine egyik hátrahagyott nyomát követve Harry újra kihallgatja Birte Becker férjét, Filipet, akitől megtudja, hogy találkozott egy hormonspecialistával és külsős tanácsadóval, aki nem más, mint Mathias.
Közben Mathias elrabolja Rakelt és Oleget, és egy telemarki faházba viszi őket. Harry megtalálja a házat, ahol Mathias túszként tartja fogva az Rakelt és fiát. Kiderül, hogy Mathias az a fiú volt a történet elejéről, aki gyűlöli az anyját, amiért magára hagyta, és most olyan anyákat vesz célba, akikről úgy gondolja, ártanak a gyerekeiknek. Harry kiszabadítja Rakelt az elektromos kábelhám fogságából, de közben elveszíti egyik ujját. Mathias elmenekül, Harry pedig a nyomába ered a befagyott tóra. Mathias rálő Harryre, majd közeledik hozzá, de a jég beszakad alatta, és elmerül a vízben, a sodrás magával ragadja a jégréteg alá.
A zárójelenetben Harry már egy fémből készült műujjal jelentkezik önként egy új gyilkossági ügyre.

## Szereplők
| Szereplő                       | Színész              | Magyar hang     |
| ------------------------------ | -------------------- | --------------- |
| Harry Hole                     | Michael Fassbender   | Fekete Ernő     |
| Katrine Bratt                  | Rebecca Ferguson     | Bartsch Kata    |
| Rakel Fauke                    | Charlotte Gainsbourg | Bánfalvi Eszter |
| Gert Rafto                     | Val Kilmer           | Sörös Sándor    |
| Arve Støp                      | J. K. Simmons        | Kőszegi Ákos    |
| Svenson                        | Toby Jones           | Znamenák István |
| Frederik Assen                 | Adrian Dunbar        | Törköly Levente |
| Idar Vetlesen                  | David Dencik         | Kaszás Gergő    |
| Gunnar Hagen                   | Ronan Vibert         | Epres Attila    |
| Sylvia Ottersen / Ane Pedersen | Chloë Sevigny        | Trokán Nóra     |
| Filip Becker                   | James DʼArcy         | Simon Kornél    |
| 'Birte Becker                  | Genevieve O’Reilly   | Botos Éva       |
| Jonas Lund-Helgesen            | Peter Dalle          | Rosta Sándor    |
| Edda                           | Jamie Clayton        | Pálmai Anna     |
| Magnus Skarre                  | Jakob Oftebro        | Stern Dániel    |
| Mathias Lund-Helgesen          | Jonas Karlsson       | Rajkai Zoltán   |

### Magyar változat
- Bemondó: Bozai József
- Magyar szöveg: Speier Dávid
- Hangmérnök: Tóth Péter Ákos
- Rendezőasszisztens és vágó: Sári-Szemerédi Gabriella
- Gyártásvezető: Kincses Tamás
- Szinkronrendező: Báthory Orsolya

A szinkront a Mafilm Audio Kft. készítette el.

## A film készítése
A Variety szerint a film készítőinek eredeti célja az volt, hogy egy filmsorozatot indítsanak el, hasonlóan az Alex Cross adaptációkhoz. A Screen Rant szerint a film a 2011-es A tetovált lány sikeréből is ihletet meríthetett.
Egy ideig Martin Scorsese volt a kijelölt rendező, de 2013-ban visszalépett a projekttől. A következő évben Tomas Alfredsont szerződtették rendezőnek. Alfredson előtt a stúdió Morten Tyldum és Baltasar Kormákur nevét is fontolgatta, de ők visszautasították az ajánlatot 2015 szeptemberére Michael Fassbender tárgyalásokat folytatott a főszerep elvállalásáról, októberben pedig Rebecca Ferguson, majd decemberben Charlotte Gainsbourg csatlakozásáról is hírek érkeztek.

### Forgatás
A film forgatása 2016. január 18-án kezdődött Osloban. Fassbendert január 21-én látták a forgatáson, az oslói Barcode negyedben, ahol egy jelenetet vett fel a villamoson. Egy nagy, több mint 300 statiszta részvételével zajló partit ábrázoló jelenetet február 5-én az oslói városházán forgattak. A forgatás február 9-én Rjukanba, majd február 23-án Bergenbe költözött. Bergeni felvételek készültek többek között az Ulriken hegyen, a Bryggen városrészben és a Skansen tűzoltóságnál. A forgatás március közepén visszatért Oslóba, ahol a további jelenetek készültek, többek között a Schrøder étteremben, amely a Harry Hole-regényekben is fontos helyszín. A forgatás zajlott továbbá Drammenben és az Atlanti-óceáni úton, és 2016. április 1-jén fejeződött be.
Újravételek és további felvételek készültek Norvégiában 2017 tavaszán.